# 竹樹開花

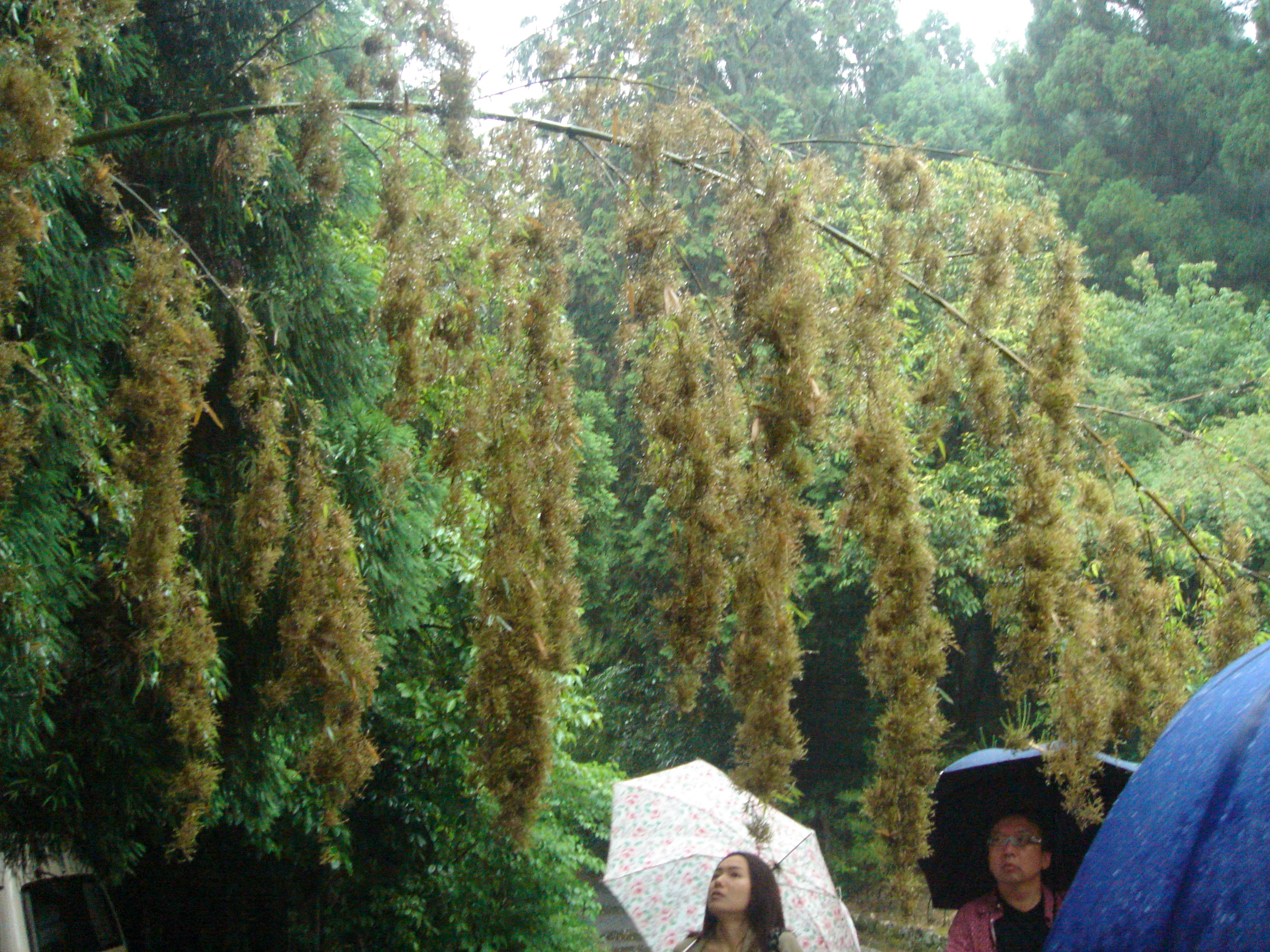
竹樹開花

竹樹開花是一種自然現象，但在中國和印度，都有竹樹開花會帶來災禍的傳說。中國過往經常說「竹樹開花，必有大災」，而印度亦有「竹樹開花，饑荒發生」的傳說。

## 规律
竹的生長週期通常在40到120年之間，視乎不同品種的竹而有所變化。一般來說，新的竹都會從竹的根部長出來的竹筍生長。不過，若土壤有異變，例如濕度或養份的轉變，所以竹不再適合生長，竹就會開始開花。開花後，花會結出可食用的「竹米」，之後竹樹就會枯萎。由於竹林很多時都是由同一棵竹分枝出來，所以竹樹的枯萎經常會一大片的發生。
奇怪的是，即使是将一颗竹长出来的竹林分成几块，甚至带到不同气候下培养，这些竹树开花的时间也会同步。这一现象的成因尚不清楚，可能是竹本身有某种“生物钟”机制。

## 机制
竹樹開花传统上有两大解释，都有一定缺陷：
- 猎食者饱足假说认为，只要植物大面积同步开花结果，那一定会留下草食动物吃不下的种子繁衍下一代。只要开花周期比猎食者寿命长，等到下次开花时猎食者的数量就会恢复正常，继续维持吃不下的状态。开花周期长的植物造出的种子量一般也更多。[3]然而这并不能解释开花周期为何有鼠类十倍之长。
- 火周期假说认为，同步开花后死亡可以提高山林失火概率，为后代提供空间。竹子生长较快，因此不用担心被其他植物超越。[4]可是竹林遍布的印度并无自然引起山林失火的记录，[5]全靠巧合提升存活率在进化史上也前所未见。[6]

目前较新的理论在上述两种假说的基础上对开花周期的长度做出了数学解释。首先原有两种假说维持了一种稳定选择的前提，为开花周期的长度设置了下界。这个新理论认为周期延长是根据一个整数乘法的规律：一个开花周期非原植物的整数倍的变种会单独开花，导致种子被吃掉无法繁衍。然而花期为原本整数倍的变种不但可以产生更多种子，而且可以在原有植物开花时一起开花，使其有机会繁衍扩散。如果这个理论为真，那所有花期都应可以分解为多个小的质因数。

## 影響
過去人們曾錯誤認為竹樹開花會對一些以竹為主食的動物，例如大熊貓，造成毀滅性的損害，因為他們只以一種竹類作為主要食糧。然而，專家認為，這種理解是錯誤的。
根據四川卧龙中国保护大熊猫研究中心主任张和民表示，「大熊猫有吃单一食物的偏好，习惯长时间只吃一种竹子，一种竹子开花死亡后，大熊猫将不得不寻找其他食物，这将是一个比较艰难的过程，其中老弱病残的大熊猫可能会被淘汰。」事件「肯定会对当地生存的大熊猫造成不良影响」。不過，大熊貓是會隨着食物而遷徙，所以即使牠們身處的竹林開始枯萎，只要鄰近地方仍然有可供食用的竹林，大熊貓還是會生存下去的。加上中國政府在天然林保护工程和退耕还林工程使大熊猫栖息地进一步扩大，大熊貓現時很少會因為缺乏食物而餓死。
而一些老人家常說的「竹樹開花，必有大災」不只是迷信或謠傳，科學家發現當竹的生長環境變化過大，竹樹便會大規模開花並枯萎，並長出和散播種子到適合的新土地，或在原來的地方等待適當的時機（如旱災過後）。
另一方面，竹米（竹的種子）亦是齧齒類動物的優良食物。科學家曾計算過，在印度東北50年一度的竹樹開花周期發生時，老鼠的數量會激增 4 倍。突然增加的鼠量使村莊所儲存的糧食急速的被消耗，導致饑荒的發生。所以，亦有說法指饑荒的發生只是因為齧齒類動物的突然增生，而非因為天災。

## 參看
- 竹 - 竹筍